# 尼崎市記念公園陸上競技場
尼崎市記念公園陸上競技場（あまがさきしきねんこうえんりくじょうきょうぎじょう）は兵庫県尼崎市にある陸上競技場である。施設は尼崎市が保有し、公益財団法人尼崎市スポーツ振興事業団が指定管理者として運営管理を行っている。
大阪市福島区に本社を置くケーブルテレビジョン事業者のベイ・コミュニケーションズが年間500万円で命名権を取得しており、2010年10月からベイコム陸上競技場の呼称を用いている。

## 概要
- 収容人員　10,000人（メインスタンド：約2,000人）[2]
- 施設面積　24,815mm2[2]
- 照明　4基[2]
- 日本陸上競技連盟第2種公認[2]
- トラック (400m×8コース)[2]
- インフィールド（天然芝、102m×69m）[2]

## 開催された主なイベント・大会

### 陸上競技
主に地元の小中学校や高校の市内大会や地区大会の会場となっている。

### サッカー
- ヤンマーディーゼルサッカー部
- セレッソ大阪（1994年）

## 公園内その他の施設
- ベイコム野球場
- ベイコム総合体育館 他